# Chorispora bungeana
Chorispora bungeana är en korsblommig växtart som beskrevs av Fisch. och Carl Anton von Meyer. Chorispora bungeana ingår i släktet hönsrättikor, och familjen korsblommiga växter. Inga underarter finns listade i Catalogue of Life.